# Jeanie Buss
Pour les articles homonymes, voir Buss.
Jeanie Marie Buss est une entrepreneuse et dirigeante d'équipe sportive née le 26 septembre 1961 à Santa Monica en Californie. 
Elle est propriétaire majoritaire de l'équipe de basket-ball professionnel des Lakers de Los Angeles, franchise de la National Basketball Association (NBA).

## Biographie

### Jeunesse et études
Jeanie Marie Buss est née à Santa Monica, en Californie. Elle est la troisième des quatre enfants de Joann et Jerry Buss. 
Elle est diplômée en commerce de l'université de Californie du Sud. 

### Carrière professionnelle
Jeanie Buss commence sa carrière à 19 ans en tant que directrice générale de l'équipe de tennis professionnel des Strings de Los Angeles, détenue par son père. Sous ses ordres, l'équipe remporte deux fois le championnat. Après la disparitions des Strings en 1993, elle devient propriétaire des Blades, la première équipe de roller in line hockey de Los Angeles. 
En novembre 1998, Jerry Buss déclare dans le magazine sportif américain Sports Illustrated souhaiter préparer ses enfants au jour où ils prendront les commandes de son empire. Il imagine une  direction à trois têtes avec Jeanie, alors présidente du  Great Western Forum d'Inglewood à la gestion économique du groupe, Jim à celle des joueurs et de la stratégie sportive et Johnny à de celle des Sparks, l'équipe féminine. À cette époque, la valeur combinée des Lakers, des Sparks et du Forum est estimé à 300 millions de dollars. En 1999, elle est nommée vice-présidente exécutive des opérations commerciales des Lakers, un poste qu'elle occupe jusqu'au décès de son père en 2013. 
Jeanie Buss prend les commandes de la franchise californienne avec son frère Jim et devient présidente de la franchise, alors que son frère devient vice-président jusqu'à son remplacement 2017,. Sous sa direction, les Lakers remportent le titre en 2020. Il s'agit de son sixième titre en tant que membre de la direction des Lakers après 2000, 2001, 2002, 2009 et 2010. 
Elle est considérée comme l'une des personnalités les plus puissantes du sport mondial. 

### Engagements
Le 19 juin 2020, jour de commémoration de l'émancipation des esclaves afro-américains au Texas en 1865 appelé « Juneteenth », Jeanie Buss publie une lettre haineuse reçue plus tôt dans la semaine en appelant ses « amis blancs [à] se rassembler, reconnaître que le racisme existe dans notre pays et dans le monde, et qu'ils s'engagent à ne plus l'ignorer. Nous devons tous faire mieux. »

## Publication
- Buss, Laker girl, Triumph Books, 2010 (ISBN 978-1-61749-461-1, OCLC 774293864)